# Lance Stroll
Lance Stroll, född den 29 oktober 1998 i Montréal i Québec, är en kanadensisk racerförare som kör för Aston Martin i Formel 1. Stroll vann 2016 det europeiska Formel 3-mästerskapet. Han är son till affärsmannen Lawrence Stroll.

## Karriär

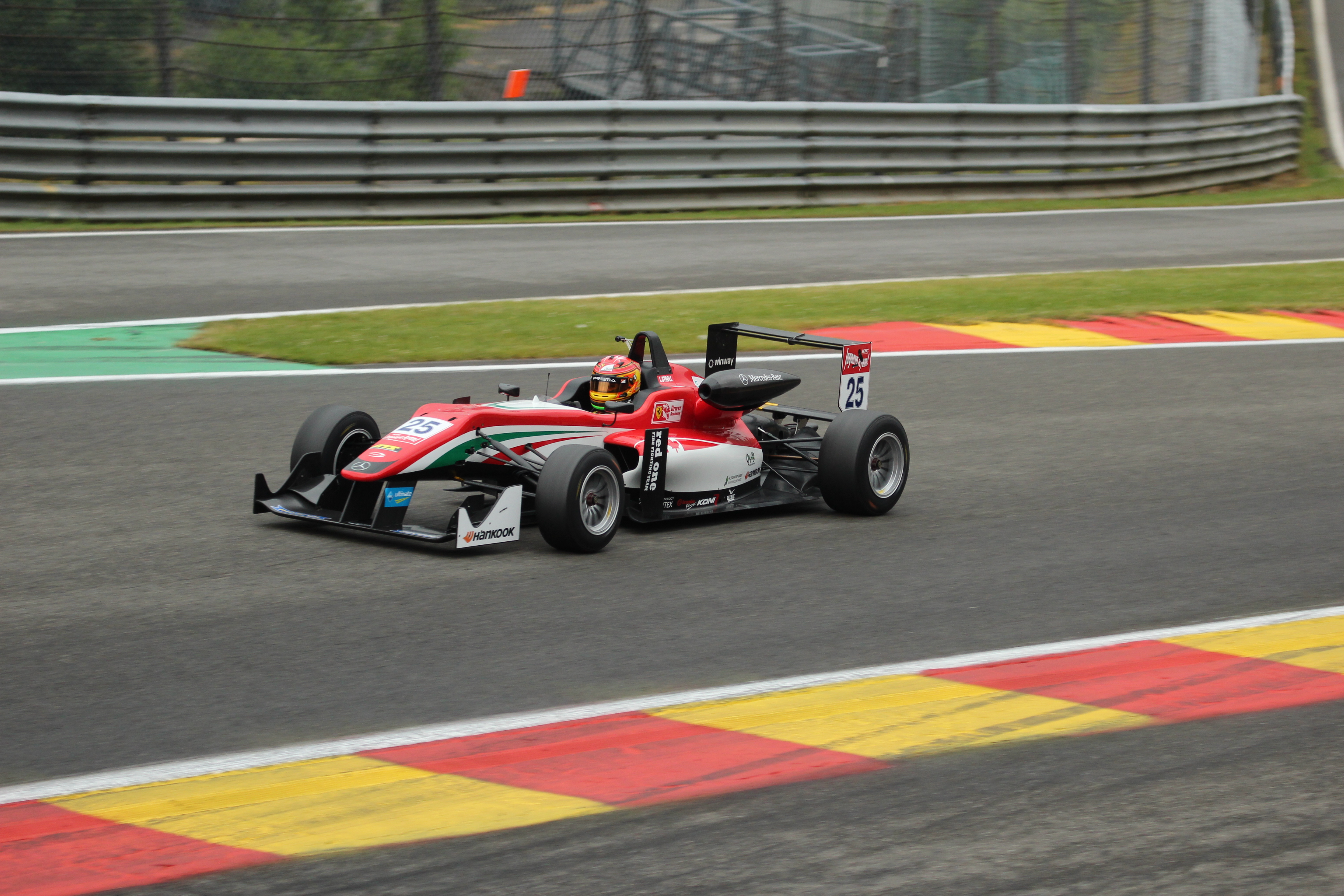
Stroll på Circuit de Spa-Francorchamps.

### Tidig karriär
Stroll startade sin karriär med karting i tidig ålder. Han nådde många framgångar i Kanada tidigt och tävlade därefter i mästerskap i både USA och Europa.

### Formel 3
Under 2015 tog Stroll steget från gokart på professionell nivå till det europeiska Formel 3-mästerskapet med Prema Powerteam, där han tog flera pallplaceringar och slutade på en överraskande femteplats i förarmästerskapet. Han gjorde även debut i Macaos Grand Prix där han gick i mål på åttonde plats, 22 sekunder efter stallkamraten Felix Rosenqvist. Han fortsatte tävla i serien under 2016, då han med 14 segrar tog totalsegern i mästerskapet.

### Formel 1

#### Williams (2017 — 2018)
Några dagar efter Strolls 18-årsdag tillkännagav Williams att han kommer köra med stallet under Formel 1-säsongen 2017. Under hösten 2016 genomförde Stroll ett minutiöst testprogram för att vara väl förberedd inför F1-debuten. Under Strolls tid hos Williams kritiserades han för att vara en förare som bara fick köra eftersom hans far bidrog med stora summor till stallet. Han slutade köra för Williams efter säsongen 2018.

#### Racing Point (2019 — )
Under säsongen 2018 köpte Lance Strolls far, Lawrence Stroll, upp stallet Force India och Lance Stroll skrev kontrakt med stallet inför 2019 års säsong.

## Formel 1-karriär
| Säsong            | Stall/Tillverkare                            | Placering         | Lopp | Poäng | Etta | Tvåa | Trea | Pole | Varv |
| ----------------- | -------------------------------------------- | ----------------- | ---- | ----- | ---- | ---- | ---- | ---- | ---- |
| 2017              | Williams Martini Racing-Mercedes             | 12                | 20   | 40    | 0    | 0    | 1    | 0    | 0    |
| 2018              | Williams Martini Racing-Mercedes             | 18                | 21   | 6     | 0    | 0    | 0    | 0    | 0    |
| 2019              | Sportpesa Racing Point F1 Team- BWT Mercedes | 15                | 21   | 21    | 0    | 0    | 0    | 0    | 0    |
| 2020              | Sportpesa Racing Point F1 Team-BWT Mercedes  | 11                | 17   | 75    | 0    | 0    | 2    | 1    | 0    |
| 2021              | Aston Martin-Mercedes                        | 13                | 22   | 34    | 0    | 0    | 0    | 0    | 0    |
| 2022              | Aston Martin-Mercedes                        | 15                | 22   | 18    | 0    | 0    | 0    | 0    | 0    |
| 2023              | Aston Martin-Mercedes                        | 10                | 22   | 74    | 0    | 0    | 0    | 0    | 0    |
| 2024              | Aston Martin-Mercedes                        | 13                | 24   | 24    | 0    | 0    | 0    | 0    | 0    |
| 2025              | Aston Martin-Mercedes                        | 11                | 9    | 14    | 0    | 0    | 0    | 0    | 0    |
| Sammanlagt (2025) | Sammanlagt (2025)                            | Sammanlagt (2025) | 178  | 306   | 0    | 0    | 3    | 1    | 0    |

| 1. Azerbajdzjan 2017 2. Italien 2020 3. Sakhirs 2020 |

### Pole position i F1-lopp
1. Turkiet 2020